# Àhmad ibn Thakiyya
Àhmad ibn Thakiyya fou emir midràrida de Sigilmasa, fill de Maymun ibn Thakiyya.
Va succeir el seu germà Wàssul ibn Thakiyya al-Fat·h quan aquest va morir vers el febrer o març del 913.
El 921 el governador fatimita de Tahart, general Massala ibn Habus, es va presentar a Sigilmasa que va assetjar (maig) i va ocupar (juny). Va posar al tron a un emir profatimita de nom Muhàmmad al-Mútazz ibn Saru, cosí d'Ahmad.